# Spinihornera spinigera
Spinihornera spinigera är en mossdjursart som först beskrevs av James Barrie Kirkpatrick 1888.  Spinihornera spinigera ingår i släktet Spinihornera och familjen Horneridae. Inga underarter finns listade i Catalogue of Life.